# Friedrich III. (Wied)

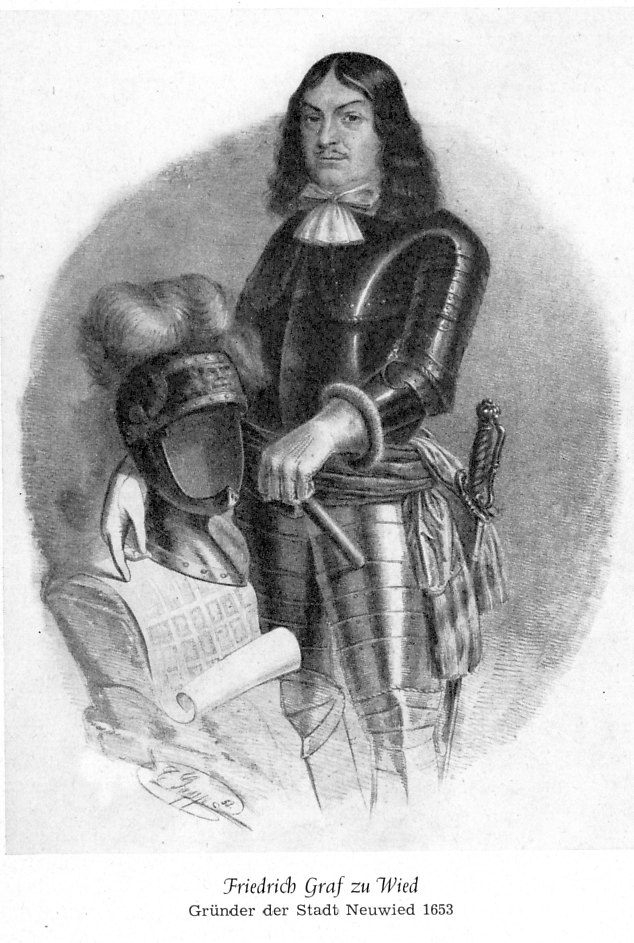
Friedrich III. zu Wied

Friedrich III. von Wied (* 16. November 1618 in Neuenhof; † 3. Mai 1698 in Neuwied) war regierender Graf der Grafschaft Wied und Gründer der Stadt Neuwied. Als einer der ersten Landesherren im Reich setzte er auf religiöse Toleranz als Mittel der Bevölkerungspolitik.

## Herkunft und Herrschaftsgebiet
Friedrich III. entstammte der seit dem 12. Jahrhundert nachgewiesenen Familie der Grafen zu Wied, die seit 1564 der Reformierten Kirche angehörte. Als Reichsgrafen hatten sie einen Sitz im Niederrheinisch-Westfälischen Reichsgrafenkollegium und gehörten dem Wetterauer Grafenverein an. Der Familien-Erbvertrag aus den Jahren 1595 und 1613 sah einen „Stammverein“ vor, der das wiedische Herrschaftsgebiet in eine Obere und eine Untere Grafschaft teilte. Die Residenzen der Obergrafschaft waren Dierdorf und Runkel, die der Niedergrafschaft zunächst die Burgen Wied und Braunsberg und ab Mitte des 17. Jahrhunderts das neugegründete Neuwied.

## Leben
Friedrich war der älteste Sohn Hermanns II. von Wied (1581–1631), der von 1613 bis 1631 die Obere Grafschaft Wied regierte. Seine Mutter war Juliana Dorothea Elisabeth zu Solms-Hohensolms (1592–1649). Seine Geburt fand während der Rückreise seiner Eltern von Westfalen nach Dierdorf statt. Dies führte später zu Unklarheiten über den Geburtsort des späteren Grafen. Für die zeitgenössische Angabe „Auf dem Berg zu Syeburgh auf dem neuen Hof“ wird in der jüngeren Literatur „Neuenhof“ nahe dem Westerwalddorf Kircheib angenommen. Die ältere Literaturgeht dagegen von „Seeburg“ nahe Dreifelden aus.

### Regierungsantritt und Wechsel des Herrschaftsgebiets
Friedrich wuchs zunächst am reformierten Dillenburger Hof auf. Am 13. Oktober 1631 starb jedoch sein Vater, als Friedrich noch keine 13 Jahre alt war. Zunächst übernahm seine Mutter die Vormundschaftsregierung. 1634 trat Friedrich III. selbst die Regierung der Oberen Grafschaft an.
Die Niedere Grafschaft war seit 1613 von Friedrichs Onkel Johann Wilhelm regiert worden. Wegen der Wirren des Dreißigjährigen Krieges floh er nach Mainz, wo er 1633 starb. Als auch dessen Sohn, Philipp Ludwig II. bereits 1638 ohne männlichen Erben verschied, ging die Niedergrafschaft nach den Regelungen des Wiedischen Stammvereins auf Friedrich III. über. Die Obere Grafschaft trat er nun seinerseits seinem jüngeren Bruder Moritz Christian (1620–1653) ab.

### Hochzeit und Streit um Haus Braunsberg
Am 20. März 1639 heiratete Friedrich die zwei Jahre ältere Maria Juliana von Leiningen-Westerburg (1616–1657), Witwe des Grafen Philipp Ludwig zu Leiningen-Westerburg. Ihre Mitgift betrug ebenso wie die von Friedrich eingebrachte Widerlage  10.000 Gulden. Nach dem Ehevertrag wurde für das Wittum eine Rente von 1.000 Gulden und eine Naturalrente vereinbart und als Wittumssitz Schloss Braunsberg bestimmt.
Friedrich lebte mit seiner noch jungen Familie im „Haus Braunsberg“ neben der Burg gleichen Namens. Diese wurde zwar nach alter Gewohnheit auch als „Schloss“ bezeichnet, war aber zu damals schon nicht mehr bewohnbar. Auf den Stammsitz der Grafen zu Wied, Burg Wied, erhoben die Witwe Graf Johann Wilhelms, Friedrichs Tante Magdalena (1577–1657) und deren Tochter Johanna Walpurgis, eine Schwester der beiden vorherigen Grafen der Niedergrafschaft (Johann Wilhelm und Philipp Ludwig), Besitzansprüche. Der Streit dauerte bis zum Tod der Johanna Walpurgis im Jahre 1672.

### Gründung Neuwieds und religiöse Toleranz
In den 1640er Jahren, noch während des Dreißigjährigen Kriegs, reifte bei Friedrich der Gedanke, am Rhein eine neue Residenz zu errichten. Dafür gab es mehrere Gründe: Der seit rund 500 Jahren bestehende Stammsitz, die Burg Wied – heute Altwied –, wurde ihm von seiner Tante Magdalena weiterhin vorenthalten, und der Rhein als bedeutende Wasserstraße versprach eine wirtschaftliche Verbesserung seiner eigenen Situation und der seiner infolge des Krieges hoch verschuldeten Grafschaft. Auch die Sicherung des schmalen wiedischen Rheinzugangs, an den die kurtrierischen Gebiete (Engers, seit 1371; Irlich, seit 1652; Leutesdorf, seit 1263) angrenzten, spielte für Friedrichs Überlegungen wahrscheinlich eine Rolle. Am rechten Rheinufer gehörten nur die beiden Dörfer Fahr und Langendorf zur Grafschaft.
Friedrich befahl daher 1645 den Bau des nach ihm benannten Schlosses Friedrichstein bei Fahr und 1648 den eines befestigten Hauses nahe der Wiedmündung an der Stelle des im Krieg verödeten Weilers Langendorf. Dieses Haus „Newen Wiedt“, das später durch das heutige Schloss ersetzt wurde, war der Kern der neuen Residenzstadt. Friedrich beantragte bei Kaiser Ferdinand III., das von Kaiser Karl IV. 1357 für den Ort Nordhofen erteilte, aber nie genutzte Stadtrecht auf „Neuenwied“ zu übertragen. Diese Stadtrechtsübertragung erfolgte am 26. August 1653. Dieser Tag gilt daher als das Gründungsdatum Neuwieds.
Anfangs lebten in Neuwied vor allem Amtsträger und Bedienstete der Grafenfamilie. Um das Wachstum der jungen Stadt zu beschleunigen, erließ Friedrich im Jahre 1662 ein Stadtrechtsprivileg, das ein für seine Zeit höchst modernes Peuplierungsprogramm vorsah. Als Hauptpunkt sicherte es den Bürgern freie Religionsausübung in ihren Häusern zu, außerdem die Freiheit von Frondienst und Leibeigenschaft. Neuankömmlinge erhielten zudem einen kostenlosen Bauplatz und mussten in den ersten zehn Jahren keine Abgaben entrichten. Die Bürgerschaft erhielt das Recht, einen Magistrat zu wählen, sobald eine genügend hohe Einwohnerzahl erreicht sei. Dies war 1679 der Fall, so dass der gräfliche Schultheiß am 1. Januar 1680 von einem gewählten Bürgermeister abgelöst wurde. Zu den ersten Stadtoberhäuptern Neuwieds gehört der Hugenotte Jean de Sevres. Als Friedrich 1698 starb, war Neuwied auf etwa 180 Häuser angewachsen.
Das Privileg wurde am 4. September 1663 vom kaiserlichen Reichskammergericht bestätigt. Seine Regelungen galten jedoch alleine für die Stadtbevölkerung. Die übrigen wiedischen Untertanen waren weiterhin zehnt- und frondienstpflichtige Leibeigene und gehörten zwangsweise der Reformierten Kirche an.

### Braunsberger Fehde
Gleichzeitig mit der Stadtgründung hatte Friedrich auch Kriegsschulden zu tilgen. Seinen auf dem Land lebenden Untertanen wurden übermäßige Sondersteuern und Frondienstleistungen auferlegt, ganze Dörfer verweigerten diese. Die Bauern wandten sich 1660 an den wiedischen Lehnsherren, den Kurfürsten von der Pfalz Karl Ludwig. Dieser schickte 450 Soldaten und besetzte die Burg Braunsberg. Friedrich war in das kurkölnische Andernach geflüchtet und hatte erreicht, dass 1.500 kurkölnische Soldaten zur Vertreibung der Kurpfälzer entsandt wurden. Am 19. Dezember 1660 eroberten die kurkölnischen Soldaten Burg Braunsberg. Zwei Männer aus Selters wurden bei Anhausen wegen eines versuchten Attentats auf Friedrich am Galgen hingerichtet. 1663 wurden die Bedingungen Friedrichs von den Synodschöffen anerkannt, unter anderem waren 52 Tage Fronarbeit im Jahr zu leisten, die Waldnutzung der Bauern wurde eingeschränkt.

### Erbfolge
Um 1675 hatte Friedrich hohe Schulden, gleichzeitig gab es verschiedene Streitigkeiten in der Familie. Friedrich versuchte seine Grafschaft an den Kaiser für 250.000 Gulden zu verkaufen, um mit diesem Geld in Südamerika neues Land zu kaufen.
Wahrscheinlich waren diese Verkaufsabsichten der erste Anlass für einen längeren Streit mit seinem ältesten Sohn Georg Hermann Reinhard (1640–1690), der zu einer Klage beim kaiserlichen Reichshofrat und zur Enterbung seines Sohnes führte.
Im Jahre 1685 schloss Graf Friedrich mit dem Landgrafen von Hessen-Kassel einen Erbkaufvertrag, der vorerst zu einem Schutzverhältnis Hessen-Kassels führte und Neuwied und Umgebung nach Friedrichs Tod unter die Souveränität von Hessen-Kassel kommen sollte. Georg Hermann Reinhard klagte beim Reichshofrat wegen seiner Erbansprüche, was zur Annullierung des Vertrages mit Hessen-Kassel führte.
Nach seinem Testament vom 29. Juni 1688 wollte Friedrich seine Grafschaft seinen Söhnen Georg Hermann Reinhard (er war 48 Jahre alt) und Friedrich Wilhelm (vier Jahre alt) vererben. Nach einem neueren Streit enterbte Friedrich am 24. März 1690 seinen ältesten Sohn. Georg Hermann Reinhard starb am 7. Juni im selben Jahr.
Durch einen Vergleich mit seinem Neffen Ludwig Friedrich zu Wied, Graf von Wied-Runkel (1656–1709), erwarb Friedrich 1691 auch die Obere Grafschaft, die er jedoch am 27. August 1692 seinem Enkel Maximilian Heinrich (1681–1706); zweitältester Sohn von Georg Hermann Reinhard, zunächst unter Vormundschaft, übertrug.
Im Oktober 1693 trat Graf Friedrich zu Wied wegen hohen Alters auch von der Regierung der Niedergrafschaft zurück. Er behielt sich ein Gelddeputat, Schloss und Hof Braunsberg und den Hof Schönerlen (bei Steinen im Westerwald) vor.

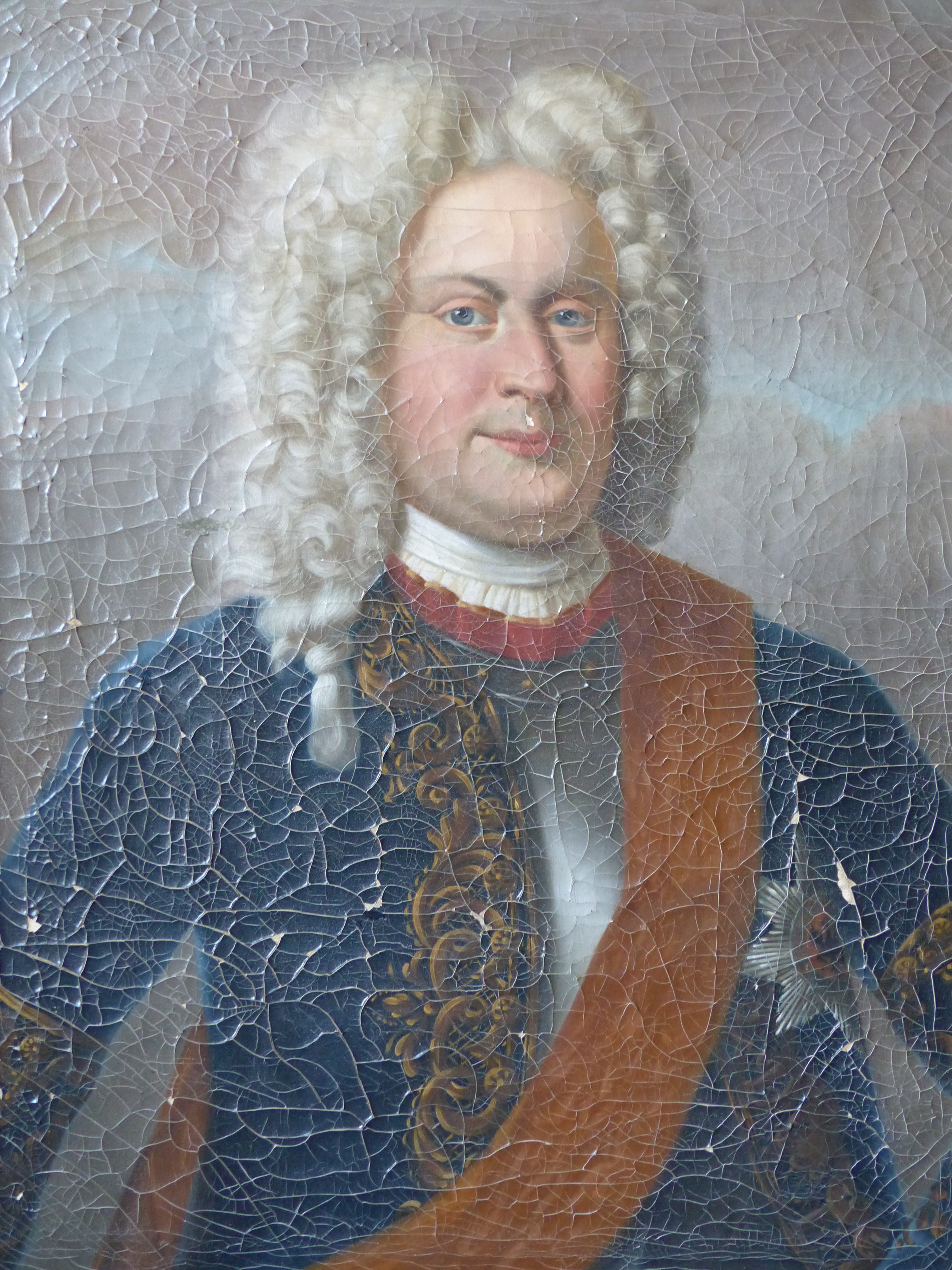
Friedrich Wilhelm (1684–1737)

Am 13. Dezember 1694 übergab Friedrich seinen knapp zehnjährigen Sohn Friedrich Wilhelm (1684–1737) in die Vormundschaft von Graf August zur Lippe und übertrug Friedrich Wilhelm bzw. vorerst seinem Vormund die Regierung über die Niedergrafschaft Wied.
Friedrich verstarb am 3. Mai 1698 in Neuwied (nach anderen Quellen auf Hof Braunsberg), seine Leiche wurde am 21. Juni 1698 in der Reformierten Kirche zu Neuwied beigesetzt und 1876 in eine Gruft in den Nachfolgebau, die heutige Marktkirche umgebettet.

## Familie
Auszug aus der Stammtafel:
Geschwister
- Walburgis Magdalena (1614–1674), wurde katholisch, Dekanissin im Stift Herford
- Johannette Maria (1615–1715); ⚭ um 1650 Ludwig Albert von Sayn-Wittgenstein-Neumagen
- Anna Sophia (1616–1694), ⚭  um 1640 Gustav Gustavson, Graf von Wasaburg (Sohn des schwedischen Königs)
- Amöna Amalia (1618–1680), ⚭ 1641 Ludwig Christoph, Graf zu Solms-Lich
- Moriz Christian zu Wied-Runkel (1620–1668), von 1640 bis 1653 regierender Graf der Oberen Grafschaft, ⚭ 1642 Katharina Juliana von Hanau-Münzenberg
- Hermann (1621–1651)
- Johann Ernst zu Wied-Runkel (1623–1664; auch Hans Ernst genannt), von 1653 bis 1664 regierender Graf der Oberen Grafschaft, ⚭ 1652 Hedwig Eleonore von Eberstein-Naugard
- Louise Juliane (1624–?), Feldherr Tilly war ihr Taufpate
- Ferdinand Wilhelm Ludwig (1626–1633)
- Dorothea Sabina (1627–1633)
- Elisabeth Catharina (1628–1649), ⚭ 1649 Wilhelm Freiherr von Pallandt
- Wilhelm Ludwig (1630–1664)
- Sybilla Christiana (1631–1707), ⚭ 1651 Johann Ludwig, Graf zu Leiningen-Westerburg

Ehen

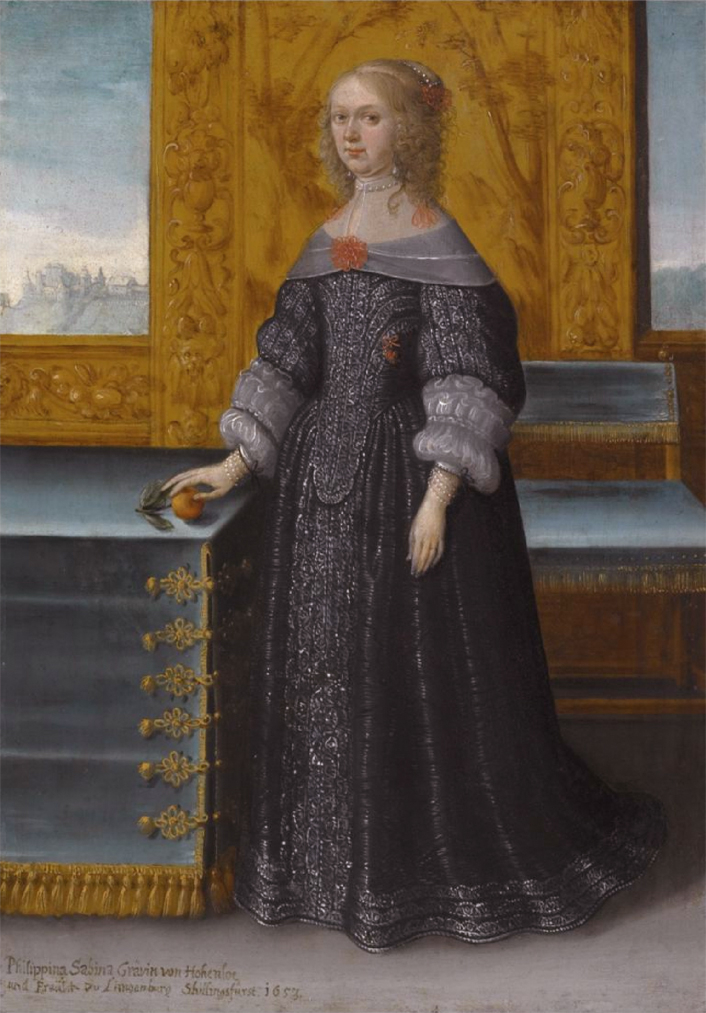
Philippina Sabina von Hohenlohe (Wolfgang Heimbach)

- Erste Ehe am 20. März 1639 mit Maria Juliana von Leiningen-Westerburg (1616–1657), Witwe des Grafen Philipp Ludwig zu Leiningen-Westerburg, aus der Ehe gingen 15 Kinder hervor
- Zweite Ehe am 20. Oktober 1663 mit Philippina Sabina zu Hohenlohe-Waldenburg-Schillingsfürst (1620–1681), die Ehe blieb kinderlos
- Dritte Ehe am 12. September 1683 mit Maria Sabina zu Solms-Hohensolms (1638–1685), aus der Ehe ging ein Sohn hervor
- Vierte Ehe am 6. Juni 1686 mit Conradine Luise von Bentheim-Tecklenburg (1647–1705), die Ehe blieb kinderlos

Kinder aus der ersten Ehe
- Georg Hermann Reinhard (1640–1690), wurde enterbt, starb aber vor seinem Vater, ⚭ 1670 Anna Trajectina von Brederode, ⚭ 1676 Johanna Elisabeth von Leiningen-Westerburg; dessen Sohn, Graf Maximilian Heinrich zu Wied-Runkel (1681–1706), stiftete die (jüngere) Linie Wied-Runkel
- Ferdinand Franz (1641–1670), konvertierte zum katholischen Glauben, war Domherr zu Köln und Strassburg und starb bei Schlettstadt bei einem ungeklärten Jagdunfall
- Friedrich Melchior (1642–1672), kurkölnischer Oberstleutnant, starb in Bonn infolge eines Duells
- Johann Ernst (1643–1664), starb in der Schlacht bei St. Gotthard im Vierten Österreichischen Türkenkrieg
- Franz Wilhelm (1644–1664), starb bei Wien, ebenfalls im Türkenkrieg
- Carl Christoph (1646–1650)
- Juliane Ernestine (1647–1672), ⚭ 1670 Ferdinand zu Innhausen und Knyphausen († 1699)
- Marie Eleonore (1649–1650)
- Sibylla Christina (1650–1710), war 1676 Hofdame bei der deutschen Kaiserin, ⚭ 1694 mit Hannibal von Heister
- Sophia Elisabeth (1651–1673), ⚭ 1669 mit Georg Wilhelm zu Sayn-Wittgenstein-Berleburg
- Charlotte (1653–1653)
- Carl Ludwig (1654–1673)
- Ernestine (1654–1723), ⚭ nach 1672 mit Albrecht Jobst von Eberswein
- Franzisska Erdmanna (1655–1655)
- Sibylla Elisabeth (1657–1680), war 1677 Hofdame bei der deutschen Kaiserin

Sohn aus der dritten Ehe
- Graf Friedrich Wilhelm zu Wied-Neuwied (1684–1737), wurde Friedrichs Nachfolger in der Niederen Grafschaft, ⚭ 1704 Luise Charlotte von Dohna-Schlobitten; er gilt als der Stifter der Linie Wied-Neuwied